# Walter Casanova
Walter Ribeiro Casanova, ou apenas Walter Casanova, (Sant'Ana do Livramento, 12 de dezembro de 1937) é um professor, advogado e político brasileiro, outrora deputado federal pelo Rio de Janeiro.

## Dados biográficos
Filho de Fausto Casanova Sagues e Noêmia Ribeiro Casanova. Professor e advogado, fundou e dirigiu o Colégio Professor Casanova e também lecionou na Escola Técnica Professor Casanova, no Rio de Janeiro. Eleito deputado federal pelo PDT em 1982, votou a favor da Emenda Dante de Oliveira em 1984 e escolheu Tancredo Neves no Colégio Eleitoral em 1985. Afastou-se da política ao final do mandato, a não ser por uma candidatura malsucedida a deputado federal via PTdoB em 1998.